# Alfabets grecs arcaics
Els alfabets grecs arcaics (en llengua grega: Αρχαϊκά ελληνικά αλφάβητα; Archaiká elliniká alfábita) foren variants locals adaptades de l'alfabet fenici emprades pels antics grecs en el període arcaic i el clàssic primerenc. En foren reemplaçats a partir de l'any 400 abans de la nostra era per l'alfabet grec anomenat euclidià, o clàssic, l'estàndard de 24 lletres usat hui dia.
Totes les formes d'alfabets arcaics grecs tenen els mateixos 22 caràcters de l'alfabet fenici, tret de la lletra samek (𐤎), l'equivalent grec de la qual, ksi (Ξ), es va utilitzar només en un subgrup d'alfabets, i amb l'addició comuna de ípsilon (Υ) per a la vocal /o, ū/.(1)
Els alfabets locals, anomenats alfabets epicòrics, es distingeixen per: l'ús donat a les consonants Χ, Φ i Ψ; per la utilització de les innovadores vocals llargues (Ω i Η), per l'absència o presència de Η en la funció consonant originària (//h//); per l'ús o no d'algunes lletres arcaiques (Ϝ = //w//, Ϙ = //k//, Ϻ = /s/); a més a més de molts detalls de la forma gràfica de cada lletra. L'alfabet grec estàndard de 24 lletres era al principi la variant regional de les ciutats jòniques d'Àsia Menor. S'adoptà a Atenes en el 403 ae i en la major part de la resta del món grec a mitjan segle iv ae.

## Aspirades i grups consonàntics
La divisió més bàsica en quatre tipus principals d'alfabets epicòrics es fa segons com tracten les lletres addicionals de les consonants aspirades (/pʰ, kʰ/) i els grups consonàntics (/ks, ps/) del grec. Aquests quatre tipus s'etiqueten de manera convencional com a "verd", "roig", "blau clar" i "blau fosc", basats en un mapa de l'influent estudi del segle xix Studien zur Geschichte des griechischen Alfabets d'Adolf Kirchhoff (1867). El tipus "verd" (o meridional) és el més arcaic i més proper al fenici. El tipus "roig" (o occidental) és el que després es transmeté cap a ponent com a avantpassat de l'alfabet llatí i ja conté alguns trets crucials d'aquest desenvolupament posterior. El tipus "blau" (o oriental) és d'on sorgí l'alfabet grec estàndard posterior.
  Meridional "verd"
No utilitza lletres addicionals més enllà del repertori fenici, i normalment tampoc té Ξ (/ks/). Per tant, les oclusives aspirades //pʰ//, //kʰ// s'escriuen simplement com Π i Κ respectivament, sense distingir-les de /p/, /k/, o com a dígrafs ΠΗ, ΚΗ. Per a l'anàleg //tʰ// , però, ja existeix una lletra dedicada, Θ, presa del fenici. Així, els grups /ps/, /ks/ simplement es lletregen ΠΣ , ΚΣ. Aquest és el sistema que es troba a Creta i en algunes altres illes del sud de la mar Egea, sobretot a Thera (Santorí), Melos i Anafi.
  Occidental "roig"
També manca de la Ξ derivada del fenici per a /ks/; en el seu lloc, però, introdueix un signe suplementari per a aquesta combinació de sons al final de l'alfabet, amb forma de Χ. A més a més, l'alfabet roig també va introduir lletres per a les aspirades, Φ = /pʰ/ i Ψ = /kʰ/. Cal notar que l'ús de Χ en el conjunt "roig" correspon a la lletra "X" en llatí, mentre que difereix de l'alfabet grec estàndard posterior, en què Χ significa /kʰ/ i Ψ significa /ps/. Només Φ per a /pʰ/ és comú a tots els alfabets no verds. El tipus roig es troba en la major part del centre de Grècia continental (Tessàlia, Beòcia i la major part del Peloponés), així com a l'illa d'Eubea, i a les colònies unides a aquests llocs, inclosa la majoria de les colònies d'Itàlia.
  Oriental "blau clar"
Manca de Ξ (/ks/), i afig només lletres per a /pʰ/ (Φ) i /kʰ/ (Χ) Tots dos corresponen a l'alfabet estàndard modern. El sistema blau clar encara no té lletres separades per a /ps/, /ks/. En aquest sistema, aquests s'escriuen típicament ΦΣ i ΧΣ, respectivament. Aquest és el sistema que es troba a Atenes (abans del 403 ae) i algunes illes de l'Egeu.
  Oriental "blau fosc"
Conté totes les consonants de l'alfabet clàssic: a més de Φ i Χ (compartit amb els del tipus blau clar), també afig Ψ (al final de l'alfabet) i Ξ (en la posició alfabètica del fenici samek). Aquest sistema es troba a les ciutats de la Lliga jònica, Cnidos a Àsia Menor i a Corint i Argos al nord-est del Peloponés.

## Eta i /h/
La lletra eta (Η, originàriament dita /h/ēta) tenia dues funcions diferents, totes derivades del nom del model fenici, hēth: la majoria de dialectes grecs continuaren usant-la per a la consonant /h/, semblant al seu valor fenici ([ħ]). La consonant /h/, però, es va perdre progressivament de la llengua oral, i en aquells dialectes en què això ja havia succeït al principi del període arcaic, Η en el seu lloc s'emprava per a denotar la vocal llarga /ɛː/, que ocorria després en el seu nom i, per tant, en els dialectes sense so /h/, el seu valor acrofònic natural. Els primers dialectes "psilòtics" inclouen el grec jònic oriental, el grec eòlic de Lesbos, així com el grec dòric de Creta i l'Èlida.
La distribució de Η i Ε vocàliques difereix encara més entre els dialectes, perquè l'idioma grec tenia un sistema de tres fonemes diferents de e: llarga semioberta /ɛː/ (ortografia clàssica Η), llarga semitancada /eː// (després es fusionà amb el diftong /ei/, ortografia clàssica Ει), i la vocal curta /e/ (ortografia clàssica ε) En els dialectes "psilòtics" d'Anatòlia i les illes adjacents de l'est de l'Egeu, així com a Creta, la Η vocàlica s'usava només per a /ɛː/. En algunes illes de l'Egeu, sobretot a Rodes, Melos, Santorí i Paros, es va utilitzar tant per a /h/ com per a /ɛː/ sense distinció. A Cnidos, s'inventà una lletra variant per a distingir-ne les dues funcions: Η s'usava per a /h/ i per a /ɛː/. A les colònies del sud d'Itàlia, sobretot a Tàrent, després del 400 abans de la nostra era, es feia una distinció semblant entre Η per a /ɛː/, i per a /h/. Aquest darrer símbol el convertirien més tard en el signe diacrític d'esperit aspre els gramàtics alexandrins.
A Naxos, el sistema era lleument diferent: ací, també s'usava la mateixa lletra per a /h/ i per a una vocal llarga, però només en els casos en què havia sorgit un so llarg semblant al de e per elevació d'una /aː/ antiga i no -com feien altres usos d'eta vocàlica- per a les antigues /ɛː/ heretades del protogrec. Això significaria que, mentre en altres dialectes que usaven eta, l'antiga i la nova e llarga ja s'havien fusionat en un sol fonema, el so d'elevació a Naxos continuava sent diferent tant de /aː/ com /ɛː/, potser un so com [æ].
Encara apareix una altra distinció en un grup de ciutats al nord-est del Peloponés, especialment a Corint: ací, no era la /ɛː/ semioberta la que es distingia entre els tres sons de e, sinó la semitancada /eː/. L'èpsilon (Ε) s'utilitza exclusivament per a aquest darrer, mentre que un nou símbol B (o en Sició, X) representava tant la /e/ curta com la /ɛː/. Una altra variació se'n troba a Tirint, que usa les formes de lletres del sistema corinti, B versus E, però amb els valors funcionals del sistema clàssic eta versus èpsilon.
| Regió                      | /h/ | /ɛː/   | /ɛː/ | /e/ | /eː/ |
| -------------------------- | --- | ------ | ---- | --- | ---- |
| Jònia, Eolis, Creta        | -   | Η      | Η    | Ε   | Ε    |
| Rodes, Melos, Thera, Paros | Η   | Η      | Η    | Ε   | Ε    |
| Cnidos                     | Η   |        |      | Ε   | Ε    |
| Naxos                      | Η   | Η (æː) | Ε    | Ε   | Ε    |
| Tirint                     | Η   |        |      | Ε   | Ε    |
| Corint, Mègara, Sició      | Η   |        |      |     | Ε    |
| altres                     | Η   | Ε      | Ε    | Ε   | Ε    |

## Lletres arcaiques

### Digamma (Wau)
La lletra digamma (Ϝ) per al so /w/ es feia servir sols en alfabets en què aquest so encara s'emprava en el dialecte oral. Durant el període arcaic, això inclou la major part de Grècia continental (tret de l'Àtica), i les illes d'Eubea i Creta. A Atenes i Naxos sembla que només s'usava en el registre poètic. Per a la resta, la majoria de les illes de l'Egeu i de l'est, el so /w/ era absent de l'idioma.
La forma de digamma varia localment i amb el temps. La forma primerenca més comuna és F. Amb el temps es desenvolupà en analogia amb èpsilon (que passà a E), i esdevingué la clàssica F o també com C. La Creta primerenca en tenia una forma arcaica (que s'assemblava al model originari, el waw fenici en forma de Y), o una variant amb la tija doblegada cap als costats: .

### San
Alguns alfabets locals usaven la lletra san en forma de M en lloc de la sigma estàndard per al so /s/. No és clar si la distinció entre totes dues lletres al principi corresponia a diferents realitzacions fonètiques del fonema /s/ en diferents dialectes. L'epigrafista Lilian Hamilton Jeffery (1915–1986) pensava que san originàriament representava un so sonor [z], i que aquests dialectes dòrics que mantenien san en comptes de sigma podien haver tingut aquesta pronunciació de /s/. Roger Woodard, professor d'estudis clàssics en la Universitat de Buffalo, creu que san al principi podria haver estat usada per a [ts]. En qualsevol cas, cada dialecte tendia a usar o san o sigma exclusivament, i tot i que els primers abecedaris enumeraven totes dues formes de lletres per separat en les seues posicions alfabètiques separades, els espècimens posteriors al segle vi  tendeixen a enumerar-ne només una de les dues. San s'utilitzà a Argos fins a finals del segle VI, a Sició fins al c. 500, a Corint fins a la primera meitat del segle vi i a Creta durant un temps més. Sició mantingué aquest caràcter com un emblema local en les seues monedes.
La lletra arcaica qoppa (Ϙ ), usada per a l'al·lòfon posterior de /k/ abans de les vocals posteriors [o, u], era al principi comuna a la majoria dels alfabets epicòrics. Començà a deixar d'usar-se a mitjan segle VI abans de la nostra era. Algunes de les regions dòriques, especialment Corint, Argos, Creta i Rodes, la conservaren fins al segle V ae.

## Lletres innovadores
Un grup petit de noves lletres gregues va aparéixer a partir de distincions innovadores, la majoria d'elles locals.

### Omega
La lletra originària omega (Ω) per al so semiobert [ɔː] es va inventar primer a l'est, a les ciutats jòniques de l'Àsia Menor abans del 600 ae. Creada en obrir el cercle d'òmicron (Ο) a prop del costat, després es va redreçar i les vores se'n corbaren cap a fora.
La ciutat dòrica de Cnidos, així com algunes illes de l'Egeu, Paros, Tasos i Melos, triaren la innovació oposada, utilitzant el cercle trencat per a la curta i un cercle tancat per a la /o/ llarga.

### Sampi
Algunes ciutats jòniques feren servir la lletra especial T, col·locada en l'alfabet després de Ω, per a un so sibilant en posicions en què en altres dialectes tenien ΣΣ o ΤΤ (com ara, τέͳαρες 'quatre', cf. ortografia normal jònica τέσσαρες vs. àtic τέͳαρες). Abandonada més tard, sobrevisqué en forma del símbol numeral sampi ϡ. Com a lletra de l'alfabet, s'ha trobat a les ciutats de Milet, Efes, Halicarnàs, Èritres, Teos (totes a Jònia), a l'illa de Samos, a la colònia jònica de Massilia, i a Cízic (nord d'Àsia Menor, a la regió de Mísia). A la ciutat pòntica de Nessèbar, a la costa de la mar Negra de Tràcia, s'utilitzava en monedes, marcades amb l'abreviatura del nom de la ciutat, ΜΕͲΑ. El so d'aquesta lletra era un reflex dels grups consonàntics protogrecs [kj], *[kj], [tj], *[kʰj], o *[tw], i probablement era un so intermedi durant el canvi fonètic des dels grups oclusius anteriors cap al so /s/ posterior, possiblement una consonant africada semblant a /ts/.

### San arcàdia
En un document testificat, el grec arcadoxipriota de Mantinea fa servir una lletra semblant a una И inclinada, probablement derivada d'una variant de san, per a marcar el que devia ser un so similar a [ts] en entorns que reflecteixen el protogrec etimològic */kʷ/.

### Digamma pamfília
En grec pamfílic, un dialecte molt divergent, la digamma (Ϝ) existia al costat d'una altra forma distintiva. Sembla que en aquest dialecte el so /w/ pot haver canviat a labiodental /v/ en alguns entorns. La lletra en forma de F podria representar el nou so /v/, mentre que l'especial en forma de И podria emprar-se en aquelles posicions on es conservava encara el so antic /w/.

### E alta beòcia
Una lletra espeial (E) s'emprà breument per a la realització variant del so curt /e/ a la ciutat beòcia de Tèspies a la fi del segle V abans de la nostra era. Apareixia en lloc de l'èpsilon normal (Ε) quan el so es trobava abans d'una altra vocal. Com que la seua forma suggereix un compromís entre una Ε /i/ una Ι, es creu que denotava un al·lòfon de vocal tancada (o alta) proper a /i/. Està testificada en un sol document: un conjunt d'esteles funeràries del 424 ae.

## Formes

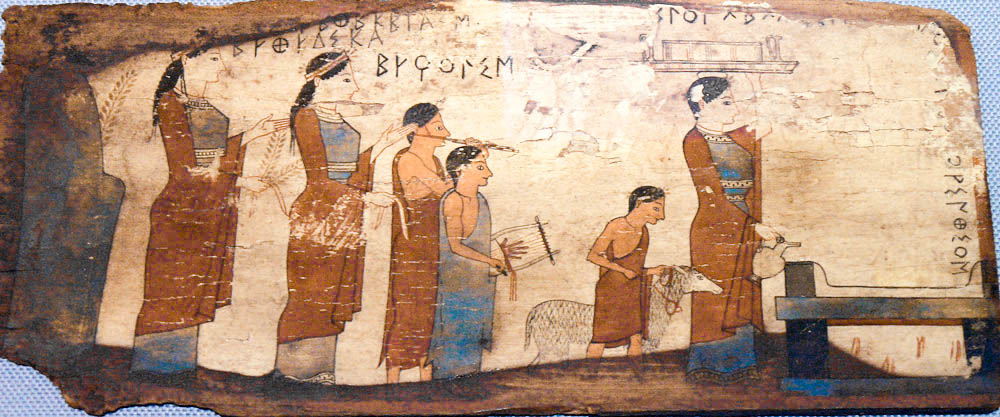
Panell A de Pitsa, Corint, 540 ae

Les familiars lletres gregues clàssiques mostren moltes variacions addicionals en les formes dels glifs, algunes característiques d'alfabets locals concrets.
La forma de la Ζ solia tenir una tija recta (I) en tots els alfabets locals del període arcaic. Θ hi estava encreuada. Ξ típicament tenia una tija vertical i Φ era més sovint un cercle amb tija. Les lletres Υ i Ψ tenien variants freqüents en què els traços es ramificaven des de la base, la qual cosa resultava en V i un símbol com una fletxa cap avall, respectivament. Η tenia originàriament una forma rectangular tancada i va desenvolupar variants amb diferents quantitats de barres que connecten les dues línies.
La forma primerenca de la Ε és amb braços diagonals i la tija descendent més a baix del braç inferior; tot i que es desenvolupà cap a la forma ortogonal moderna Ε ja durant l'era arcaica. Un canvi anàleg s'observa en Ϝ, que passa cap a un quadrat sense el costat dret, com a Ϝ. Les potes de les formes primerenques de Μ tenien diferents longituds, l'esquerra tocava la base i la dreta no; això continuava sent una característica sobretot en aquelles varietats que també usaven san per al so /s/.
També Π tenia típicament una tija dreta més curta, i la part superior Π podia ser corba més que angular, semblant a la P llatina. D'altra banda, la Ρ grega (ro) podia tenir una cua descendent cap a la dreta, i s'assemblaria a la que seria la R llatina. En moltes varietats vermelles, Δ tenia un traç esquerre vertical i el traç dret arredonit, i s'acostava a la D llatina.
La forma angulosa de Σ s'escrivia amb diferent quantitat d'angles i traços. A més a més de la forma clàssica de quatre traços, la de tres traços, semblant a una S llatina angulosa, s'hi trobava sovint i era característica d'algunes varietats gregues continentals, incloent-hi l'àtic i alguns alfabets "vermells". La forma de lluna minvant (com una C) de Σ que després es convertiria en la forma estàndard en l'antiguitat tardana i de l'escriptura romana d'Orient encara no es veia en els alfabets arcaics.
La lletra Ι tenia dues variants principals: la clàssica línia vertical i una forma angulosa amb tres, quatre o més traços angulars. L'angulosa era la forma més antiga, i continuava sent l'habitual en les varietats en què no podia pas confondre's amb sigma, perquè aquesta estava absent en favor de san.
Les lletres Γ i Λ tenien formes distintes que es podrien confondre entre si, ja que totes dues grafies són un angle que apunta en diferents posicions. Les formes del tipus C de Γ (punxegudes o arredonides) eren habituals en moltes varietats continentals i occidentals, i inspirarien la C llatina. Les formes de tipus L de Λ foren en concret comunes a Eubea, Àtica i Beòcia. Les colònies aquees empraven una Γ com un sol traç vertical, de tipus I.
La grafia Α tenia variacions menors segons la posició de la barra central, i algunes n'eren característiques locals.
La lletra Β tenia el major nombre de formes locals molt divergents. A més de la forma estàndard (arredonida o punxeguda), n'hi havia grafies molt variades a Gortina, Thera, Argos, Melos, Corint, Mègara, etc.
D'altra banda, les lletres Κ, Ν, Ο i Τ tenien poca variació, amb escasses o cap diferència respecte a la forma clàssica.
A més a més, totes les grafies poden aparéixer reflectides com en un espill quan el text s'escriu de dreta a esquerra, un fet freqüent en el període més primerenc.

## Alfabets locals importants

### Àtic antic

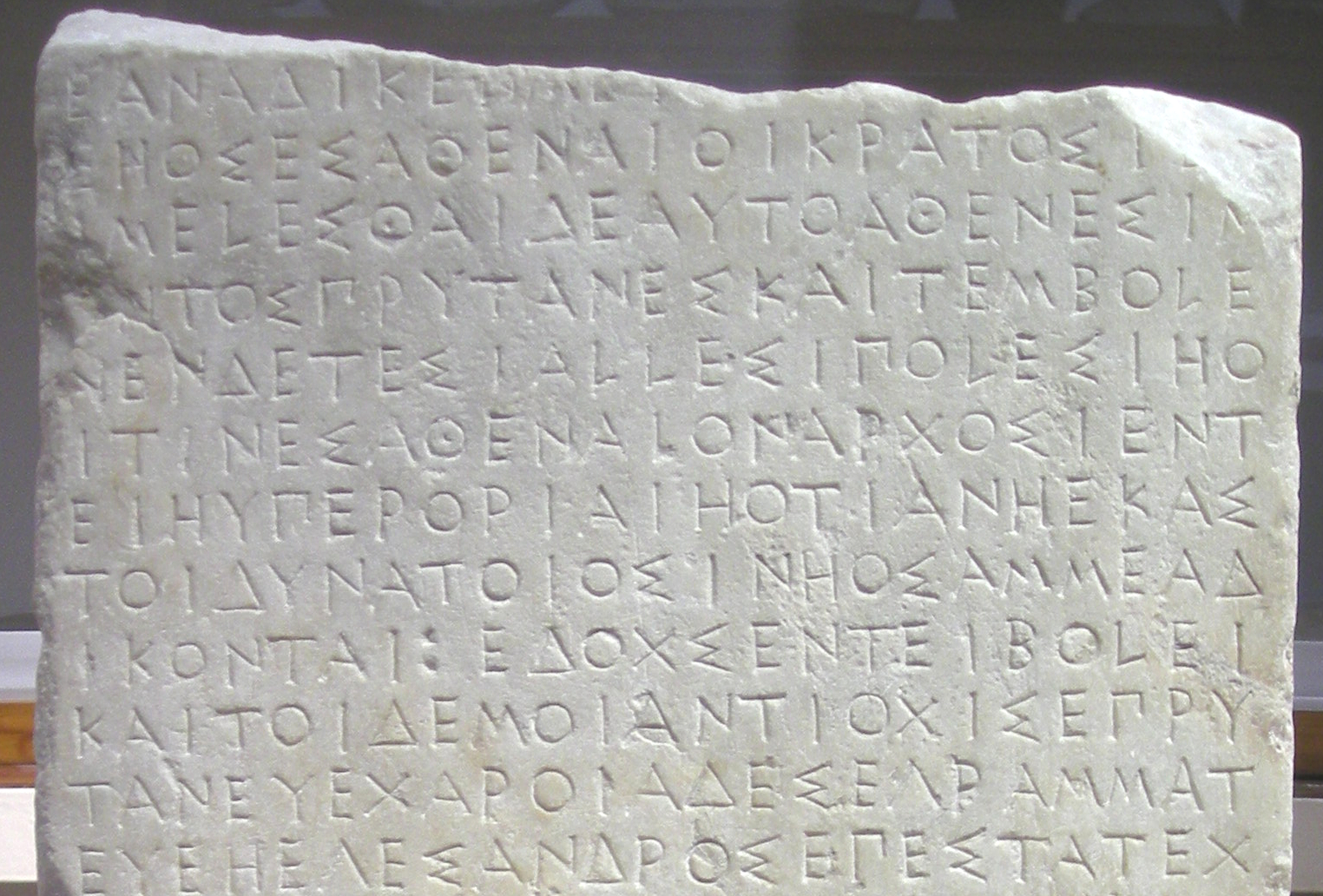
La frase Ἔδοξεν τῇ Βουλῇ καὶ τῷ Δήμῳ ('El Bule i els ciutadans han decidit') s'escriu Εδοχσεν τει Βολει και τοι Δεμοι en inscripcions de la democràcia atenesa anteriors al 403 ae, 4a línia pel final, després dels dos punts

El nom "Pèricles, [fill] de Xanthippos" (Περικλες Χσανθιππο)" en l'ortografia atenesa contemporània en un òstracon (cf. clàssic "Περικλῆς Ξανθίππου")

Atenes, fins a finals del segle V abans de la nostra era utilitzava una variant de l'alfabet "blau clar", amb ΧΣ per a /ks/ i ΦΣ per a /ps/. Ε, ΕΙ, Η s'empraven per als tres sons /e, eː, ɛː/ (corresponents als clàssics Ε, ΕΙ, Η respectivament) i Ο, ΟΥ, Ω abastava /o, oː, ɔː/ (corresponents als clàssics Ο, ΟΥ, Ω respectivament). Η es reservava per a la consonant /h/. Entre les característiques de l'escriptura d'Atenes també hi havia algunes formes de lletres locals variants, algunes de les quals es compartien amb l'alfabet veí ("roig", però) d'Eubea: una forma de Λ que s'assemblava a una L llatina, i una forma de Σ que s'assemblava a una S llatina.
A finals del segle v ae, l'ús d'elements de l'alfabet jònic al costat d'aquest alfabet local tradicional era comú en l'escriptura privada, i en el 403 abans de la nostra era es va aprovar un decret que l'escriptura pública canviava a la nova ortografia jònica, com a part de la reforma després dels Trenta Tirans. Més tard, aquest nou sistema es diria alfabet "euclidià", pel nom de l'arcont Euclides que en va supervisar la decisió.

### Eubeu

La inscripció de l'anomenada Copa de Nèstor, que es troba a Ischia, amb alfabet eubeu (escrit de dreta a esquerra), ae

L'alfabet eubeu es va utilitzar a les ciutats d'Erètria i Calcis i en les seues colònies del sud d'Itàlia, sobretot a Cumes i Ischia. Va ser amb aquesta variant que l'alfabet grec es va transmetre a Itàlia, on originà els alfabets itàlics antics, inclosos l'etrusc i, en última instància, el llatí. Moltes de les característiques distintives del llatí en comparació amb l'escriptura grega estàndard ja apareixen en el model eubeu.
L'alfabet eubeu pertanyia al tipus "occidental" ("roig"). La Χ representava /ks/ i la Ψ, /kʰ/. Com la majoria de variants primerenques, mancava de Ω i usava Η per a la consonant /h/ en comptes de la vocal /ɛː/. També va mantenir les lletres arcaiques digamma (Ϝ) per a /w/ i qoppa (Ϙ) per a /k/. San (Ϻ) per a /s/ no s'emprava normalment en l'escriptura, però sembla que encara es transmetia com a part de l'alfabet, com ara en abecedaris trobats a Itàlia, i que seria després adoptada pels etruscos.
Igual que Atenes, Eubea feia servir una forma de Λ que pareixia una L llatina, i una forma de Σ semblant a una S llatina. Altres elements que presagien les formes llatines inclouen Γ amb forma de C punxeguda, Δ amb forma de D punxeguda i Ρ amb forma de R.
El lingüista Barry B. Powell ha suggerit que Eubea podia ser el lloc on l'alfabet grec s'utilitzà primer a finals del segle ix abans de la nostra era, i que va s'hauria inventat per a registrar poesia èpica.

### Corinti

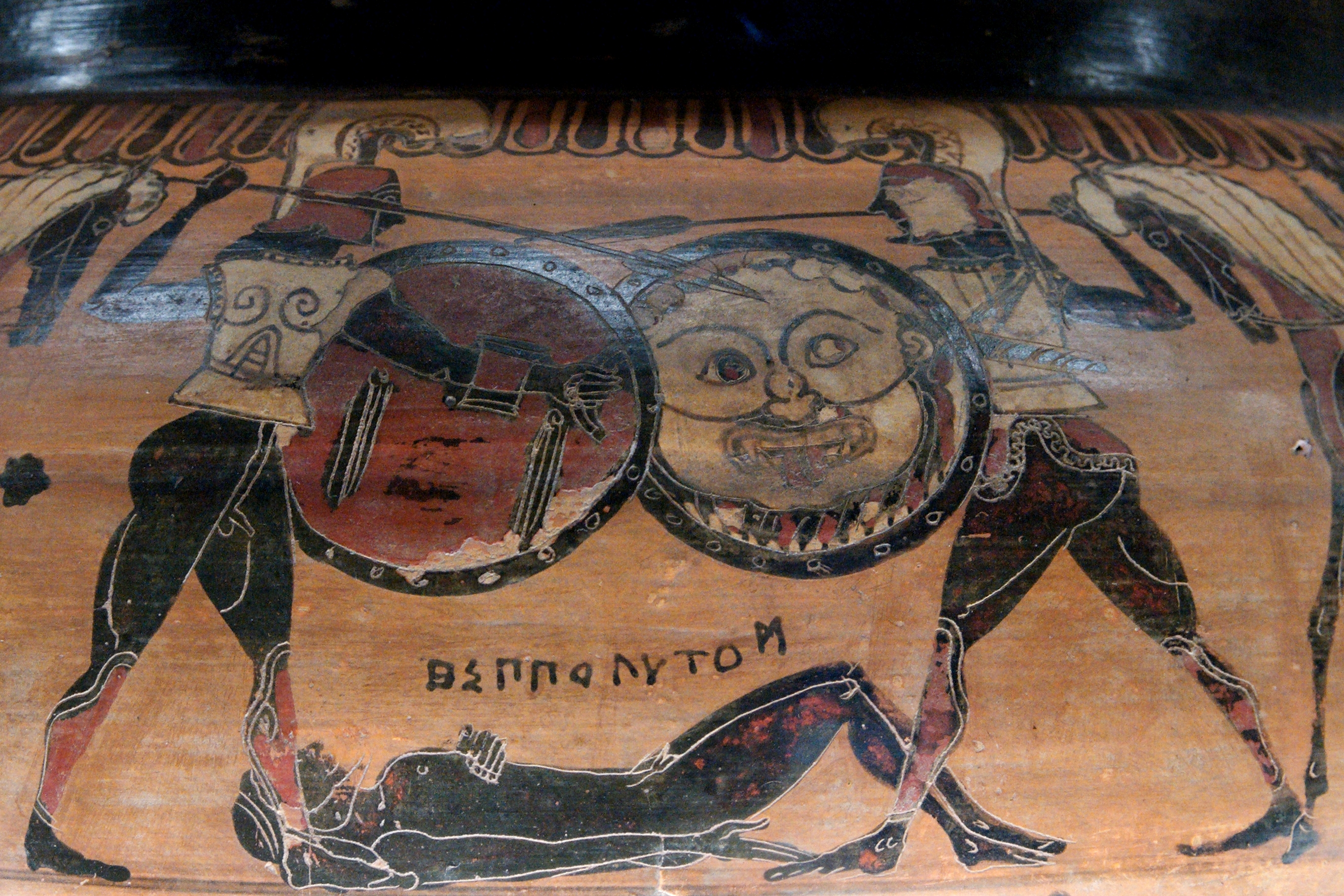
Crater corinti de figures negres, amb el nom ΗΙΠΠΟΛΥΤΟΣ

El dialecte dòric de Corint s'escrivia en un alfabet distintiu que pertanyia al tipus "oriental" ("blau fosc") pel que fa al tractament de /pʰ, kʰ, ps, ks/, però diferia del jònic i el clàssic per altres grafies. Corint utilitzava san (Ϻ) en comptes de Σ per a /s/, i va retenir la qoppa (Ϙ) per al que sembla un al·lòfon retret de /k/ abans de les vocals posteriors. També tenia un sistema poc comú per a marcar els seus sons [e], amb un lletra tipus Β per a /e/ i per a /ɛː/ (en alfabet clàssic Ε i Η, respectivament) i la Ε només per a una /eː/ tancada llarga (clàssic ΕΙ). Per a la consonant Β, Corint emprava una forma especial semblant a una essa, i la lletra Ι semblava una Σ.
| | ]..........ΤΑΣ:ΧΑ.[ ]....ΚΕΑΣ:ΑΝΓΑΡΙΟΣ[ ]...ΑΥϜΙΟΣ:ΣΟΚΛΕΣ:[ ].ΤΙΔΑΣ:ΑΜΥΝΤΑΣ[ ]ΤΟΙ ΜΑΛΕϘΟ:ΚΑΙ.[ |
| Fragment de ceràmica amb noms inscrits en corinti arcaic, c. 700 ae. A la dreta figura la que seria la seva transcripció moderna com a comparació |                                                                                                |